# Chinook Pass Entrance Arch
La Chinook Pass Entrance Arch est une arche monumentale du comté de Pierce, dans l'État de Washington, aux États-Unis. Cette structure en bois portée par des piles en pierre naturelle enjambe la Washington State Route 410 pour marquer l'entrée du parc national du mont Rainier au col Chinook. Elle agit par ailleurs comme un pont qui porte le sentier de randonnée appelé Pacific Crest Trail.
Imaginée par le National Park Service en 1933, l'arche a été construite par le Civilian Conservation Corps dans le style rustique du National Park Service en 1936. Elle est inscrite au Registre national des lieux historiques depuis le 13 mars 1991. Elle contribue par ailleurs au Mount Rainier National Historic Landmark District établi le 18 février 1997.